# Roman Baczyński (1885–1961)
Roman Baczyński (ur. 6 lipca 1885 w Rodatyczach, zm. 1 sierpnia 1961 w Sanoku) – polski działacz robotniczy i socjalistyczny, radny Sanoka.

## Życiorys

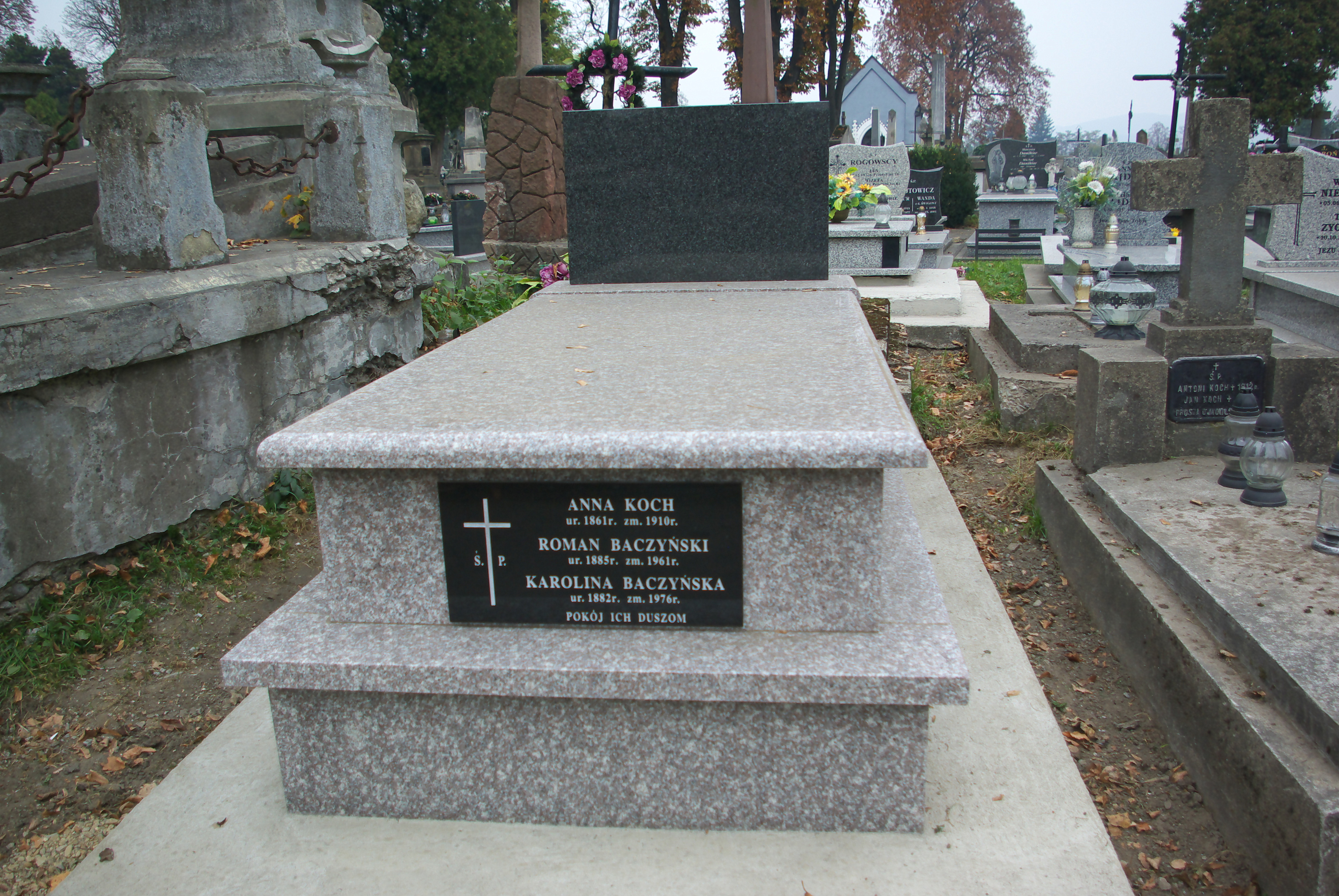
Grobowiec Romana Baczyńskiego

Urodził się 6 lipca 1885 w Rodatyczach jako syn Jana i Teodozji z domu Nawratil. W 1907 przybył z Krakowa do Sanoka zostając pracownikiem tamtejszej Fabryki Wagonów i Maszyn i aktywnym działaczem Związku Metalowców. Z zawodu był mistrzem malarsko-lakiernickim. Był jednym z pierwszych członków sanockiego oddziału Związku Strzeleckiego, założonego w fabryce w 1912.
Działał w PPS, z ramienia tej partii pełnił mandat radnego Rady Miasta Sanoka w pierwszej dekadzie istnienia II Rzeczypospolitej: 1918-1921 (IV Koło), od 1924. W 1924 zasiadł zarządzie Stowarzyszenia „Praca i Życie”, a 6 października 1925 w zarządzie Stowarzyszenia „Dom Robotniczy”, organizujących budowę Domu Robotniczego w Sanoku.
U kresu II wojny światowej, 12 sierpnia 1944, trzy dni po wkroczeniu do Sanoka Armii Czerwonej był w grupie przedwojennych działaczy związkowych, która wznowiła działalność Oddziału Związku Metalowców. Podczas I Wojewódzkiej Konferencji PPS w Rzeszowie w dniach 16–17 listopada 1944 został wybrany członkiem Wojewódzkiego Komitetu Robotniczego (WKR) PPS. Wobec zawieszenia w obowiązkach burmistrza Sanoka Stanisława Lisowskiego w grudniu 1945, Roman Baczyński pełniący stanowisko wiceburmistrza (zastępcy) był na przełomie 1945/1946 najwyższym rangą przedstawicielem Zarządu Miejskiego; następnie 14 lutego 1946 zrezygnował ze swojej funkcji, a jego ustąpienie zostało zaakceptowane 21 maja 1946. 27 marca 1947 razem z m.in. burmistrzem Michałem Hipnerem, wiceburmistrzem Józefem Bubellą, dyrektorem Muzeum Ziemi Sanockiej Stefanem Stefańskim, dyrektorem Sanockiej Fabryki Wagonów „Sanowag” Filipem Schneiderem, przed kamienicą służącą za siedzibę 8 Drezdeńskiej Dywizji Piechoty witali przybyłego z Krosna generała Karola Świerczewskiego, który następnego dnia poniósł śmierć pod Jabłonkami. Podczas konferencji partyjnej w dniach 1–2 czerwca 1947 w Rzeszowie został wybrany członkiem Rady Wojewódzkiej PPS. 1 kwietnia 1948 zrezygnował z funkcji we władzach PPS po naciskach ze strony działaczy PPR (wraz z nim ustąpili działacze, m.in. Filip Schneider, Andrzej Szczudlik).
Zmarł 1 sierpnia 1961 w Sanoku. Został pochowany na cmentarzu przy ul. Rymanowskiej w Sanoku 3 sierpnia 1961. Był żonaty z Karoliną Emilią z domu Koch (1882–1976). Mieli syna Zdzisława Romana (ur. 1917, kupiec, od 1945 żonaty z Janiną Żmudą), córkę Marię Janinę (ur. 1922, od 1945 zamężna z Tadeuszem Keckiem).